# Кирха

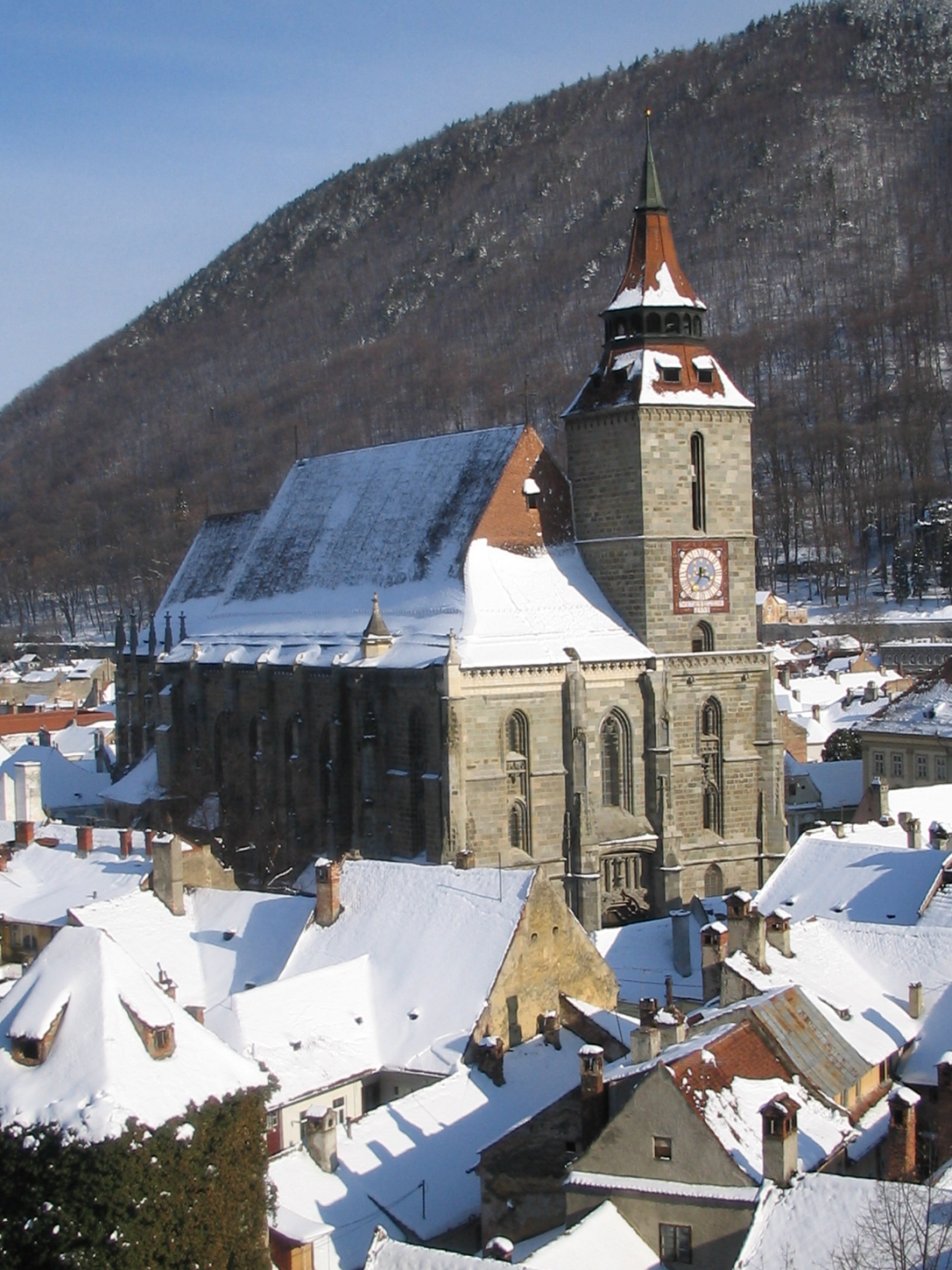
Лютеранская церковь в румынском городе Брашов

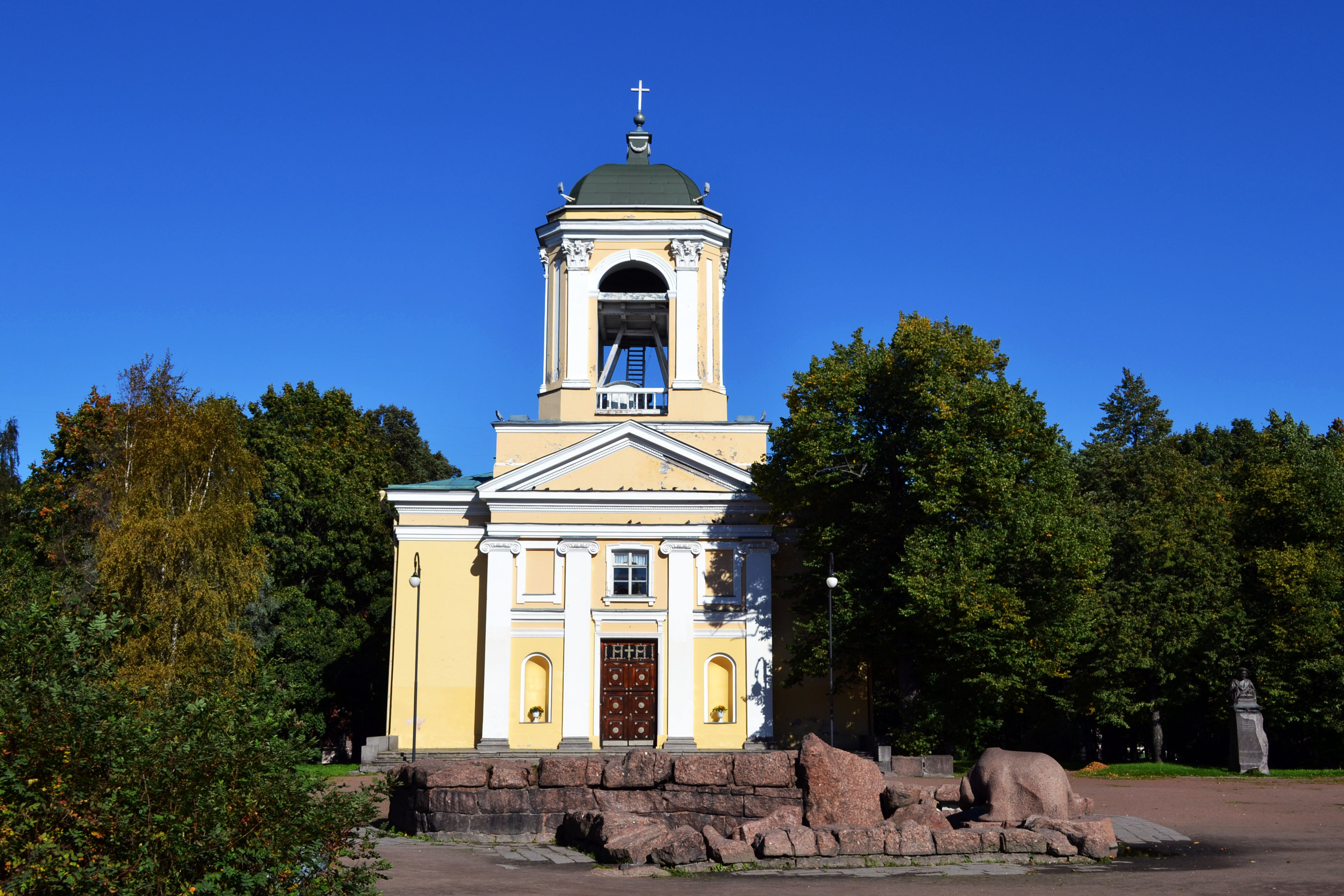
Кирха Петра и Павла в Выборге

Ки́рха или ки́рка (от нем. Kirche) — германизм, обычно используемый для обозначения лютеранских культовых сооружений. Оригинальное немецкое значение — «церковь».
Для обозначения прихода также использовался германизм ки́рхшпиль (Kirchspiel).

## Этимология

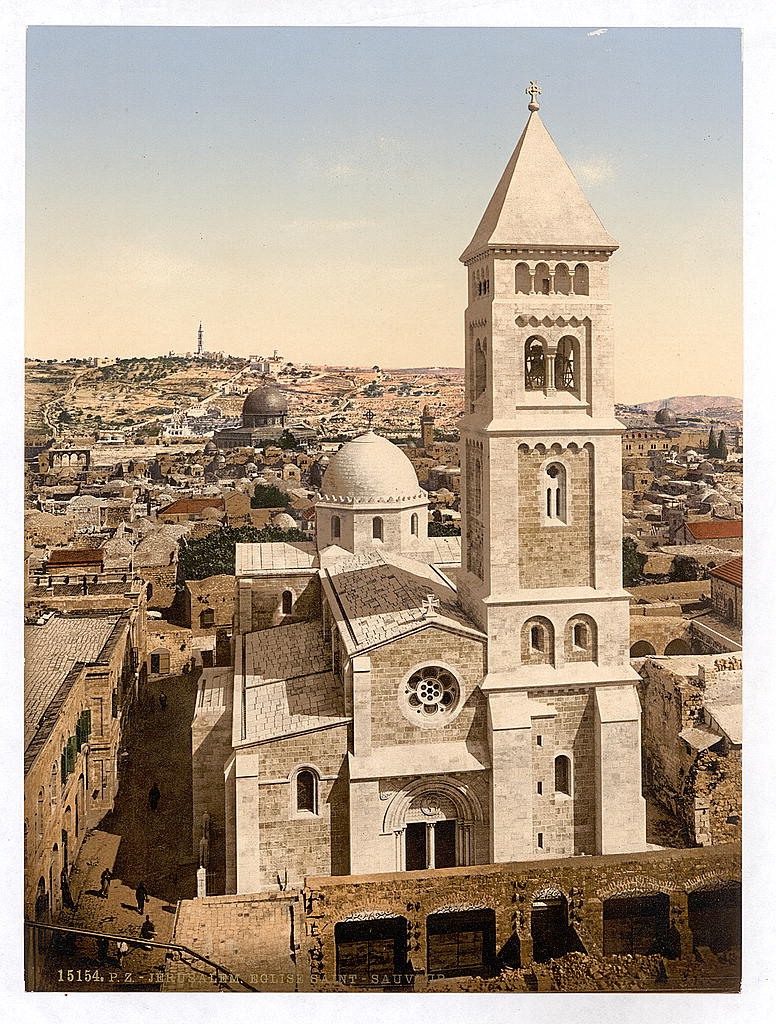
Церковь Христа Искупителя в Иерусалиме

Немецкое слово Kirche родственно нидерландскому kerk, шотландскому kirk, английскому church и русскому «церковь». В конечном счёте оно восходит к греческому κυριακή («Господний»). Соответственно, в русском языке смысл этого слова существенно у́же, чем в первоисточнике.

## Архитектура
Характерно разнообразие стилей лютеранских кирх:

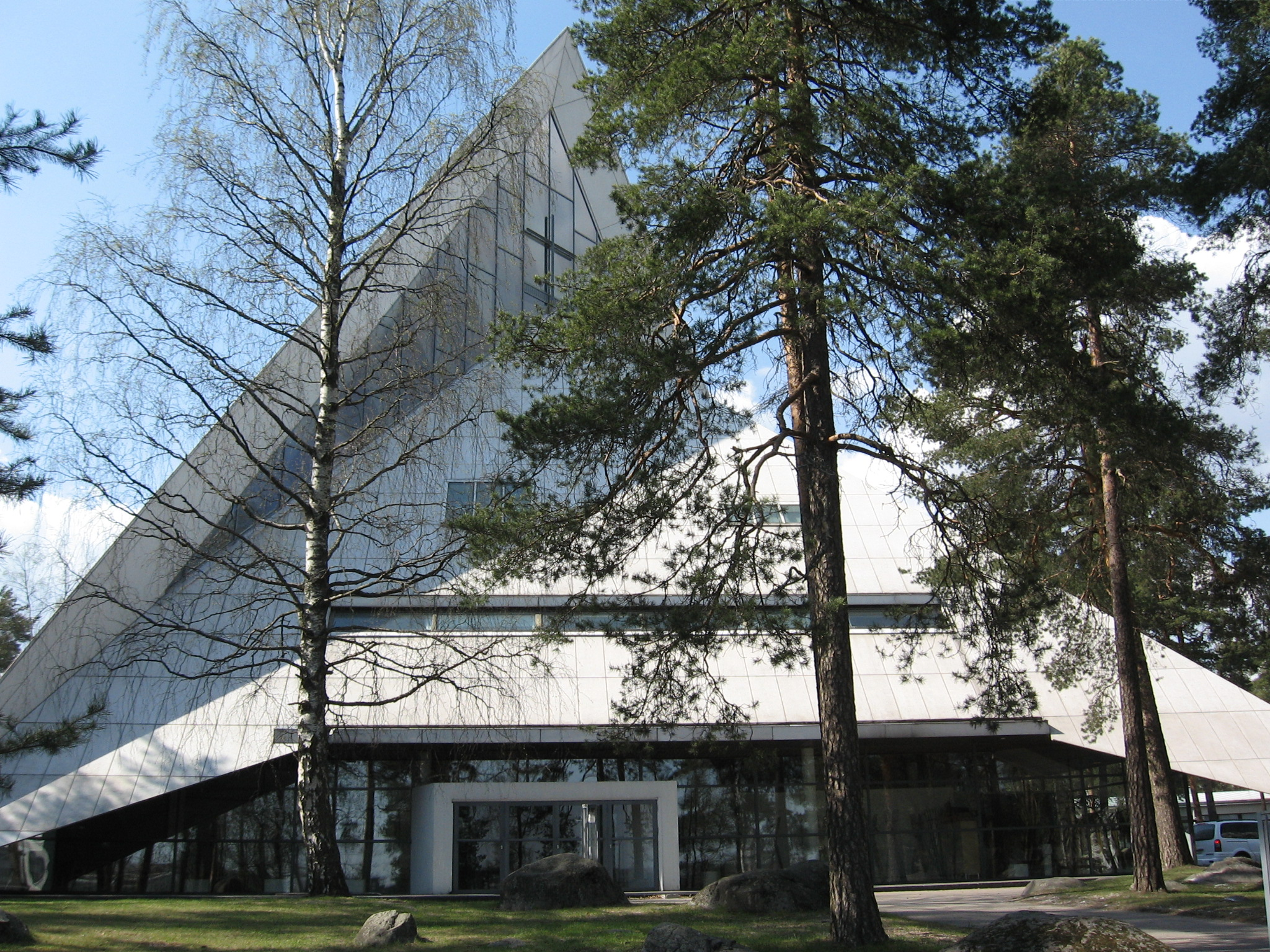
Церковь Хювинкяа (Финляндия), построенная в стиле модернизм

- романский стиль
- готический стиль
  - неоготика
- классицизм
- ренессанс
- барокко
- модерн

## Типы церковных зданий
Традиционно различают три основных типа здания: собор, церковь и капелла (часовня). Собором обычно именуется внушительное церковное здание, где находится кафедра епископа (при епископальной системе церковного устройства). Также собором могут именовать здания, где эта кафедра когда-то находилась.
Церковь — основной тип приходских зданий. Часовня как отдельное здание, обычно, строится для специальных нужд (например, на кладбищах для проведения погребальных церемоний). Литургических различий между зданиями не существует — любые таинства, обряды или церемонии могут проводиться как в соборе, так и в часовне (в православных часовнях не все обряды, так как отсутствует алтарь).

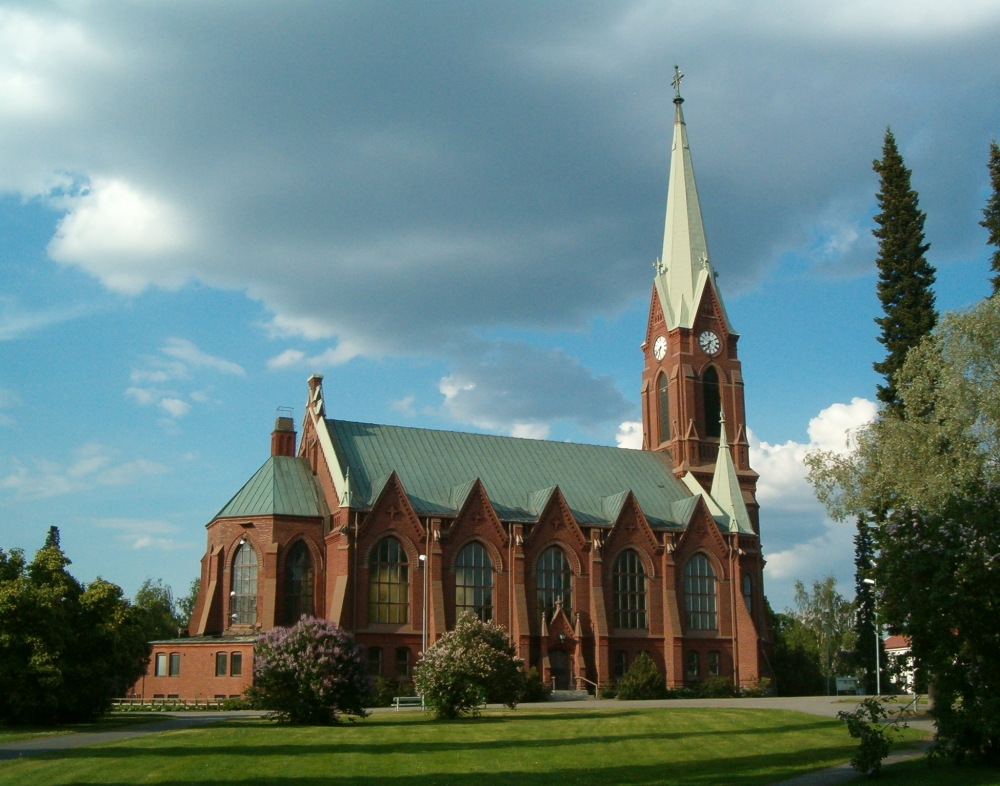
Кафедральный собор Миккели, Финляндия

Помимо указанных зданий могут быть другие: баптистерии и т. д.

## Именование церковных зданий
Единого принципа именования зданий нет.
- Церкви могут носить традиционные дореформационные названия (тогда в названии будет присутствовать церковь такого-то святого, несмотря на то, что в лютеранстве представление о святых, характерное для других христианских церквей, отсутствует). В настоящее время, если подобные именования используются, то предпочтение отдаётся важнейшим личностям Нового Завета. Церкви во имя Богородицы именуются просто церковь святой Марии (см. например, Мариенкирхе). Своеобразное выражение нашла эта традиция в России, где весьма популярны названия церквей на манер православных, при этом здание часто называлось именем святого — патрона правящего императора или императрицы, которые часто являлись ктиторами кирх.
- Название в зависимости от преобладающей этнической группы прихожан, особенно если другие лютеране региона принадлежали к другом народу. Например, немецкая кирха в Стокгольме. При этом церковь может быть одновременно названа в честь какого-либо святого.
- Мемориальные кирхи — в связи с отсутствием в лютеранстве института святых, церковных деятелей начиная с Реформации и следующих за ней периодов святыми не именуют. В этом случае церковь именуют в память о Мартине Лютере, Филиппе Меланхтоне, Дитрихе Бонхёффере и т. д. В XIX веке популярность получили названия в память о правителях (например, Мемориальная церковь кайзера Вильгельма).
- Современные традиции (особенно в США) использовать для именования церкви важные христианские концепции, например, церковь Благодати (англ. Grace church), церковь Искупителя и т. д. Из новых церковных зданий в России подобной традиции следует церковь Святого Креста в Йошкар-Оле.
- Наконец, церковь может не иметь вообще никакого специального названия и называться по городу, посёлку или району города, где она расположена (собор Тампере и т. д.).

## Внутреннее устройство

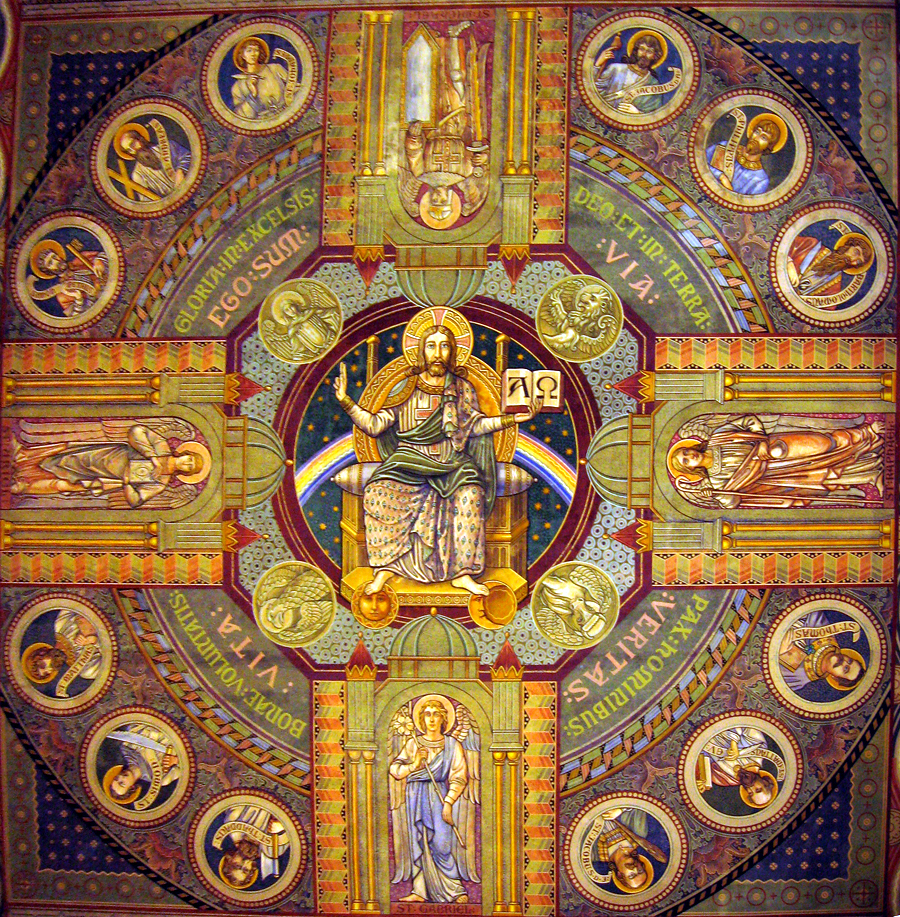
Потолочная мозаика в Церкви Вознесения в Иерусалиме

Для кирх, построенных в традиционной стиле, характерно деление здания на части, обычные для христианских культовых строений. В настоящее время, при строительстве кирх в стиле модерн, подобное деление может отсутствовать. Устройство зданий является адиафорическим вопросом и не может являться препятствием для проведения в них богослужений.

### Нартекс
Или притвор. Как правило используется для вспомогательных церковных нужд. Здесь могут располагаться диаконические помещения, места для кружков, функционирующих в приходе, библиотека, раздевалка, туалет и т. д. Как правило, над притвором расположены одна или две башни, часто выполняющих функцию колоколен.

### Хоры
Пространство, обычно располагающееся над входом в основное помещение. Обычно здесь находится орган.

### Неф
Обычно основная по объёму часть здания. Здесь расположены места для прихожан. Это могут быть специальные скамьи, не выходя из-за которых можно преклонить колена, или обычные стулья. Расположение церковной мебели не имеет догматического значения, однако если в церкви совершаются процессии, то напротив алтаря предусматривается проход. В небольших часовнях проход может отсутствовать.

### Трансепт
Поперечный неф, отделяющий основной неф от алтарной части. Присутствует преимущественно в зданиях средневековой постройки.

### Алтарная часть

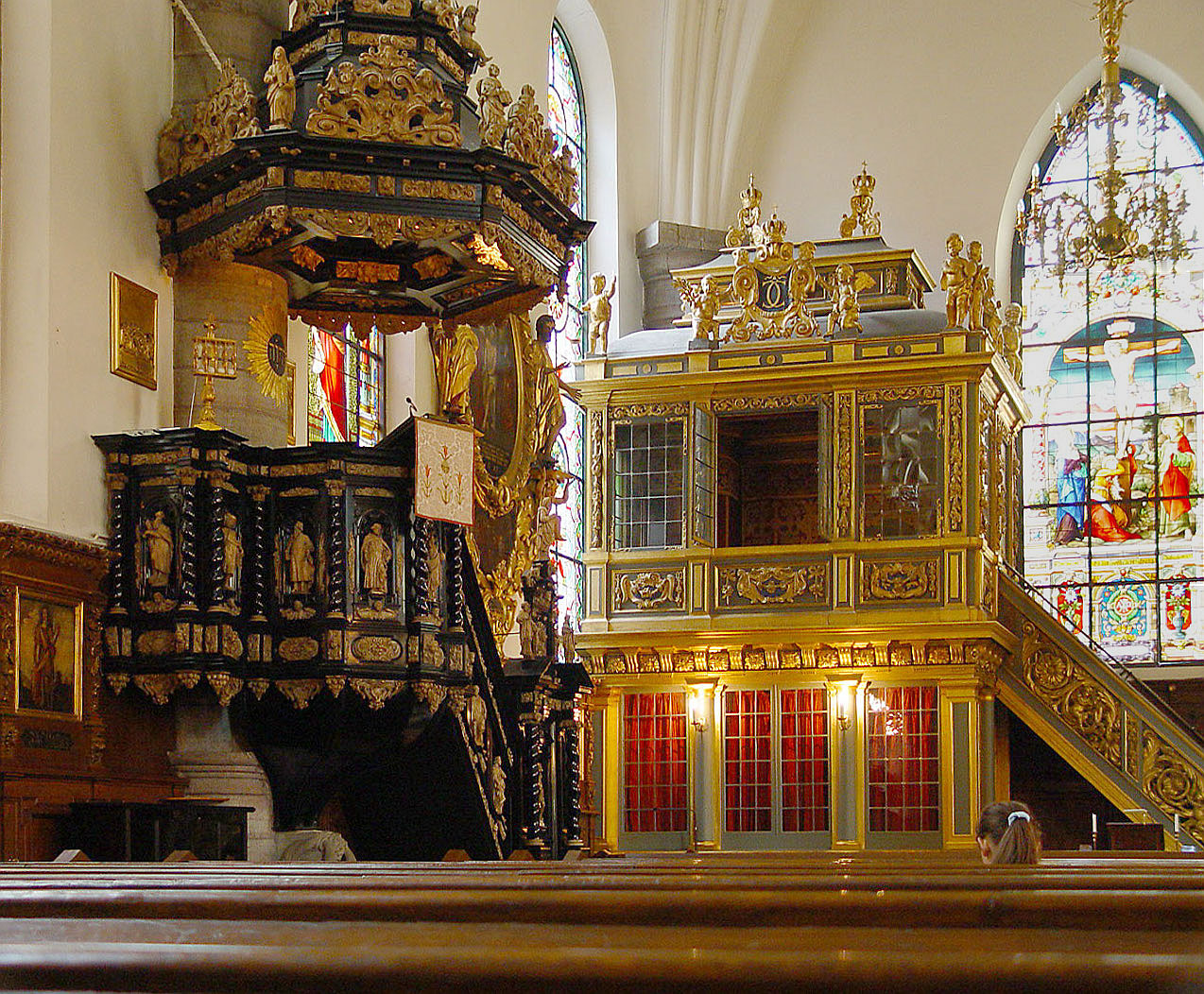
Кафедра в Немецкой церкви, Стокгольм

Традиционно алтари лютеранских церквей обращены на восток. Если здание не ориентировано с запада на восток, тогда алтарную часть будут именовать литургическим востоком. Здесь может находиться возвышение, на котором расположен алтарь. На алтаре обычно расположен крест или распятие (круцификс), литургические предметы. В части за алтарём может располагаться картина (или витраж) с изображением евангельских событий или простой крест. В современных церковных зданиях это может быть картина с изображением природы или (если за алтарём расположен красивый пейзаж) простое окно.
Обычно сбоку от алтаря помещается другой важный элемент лютеранских церквей — проповедническая кафедра. Она может находиться как на уровне пола, так и на специальном балконе.